# Cabalgata de Reyes Magos de Alcoy
La Cabalgata de Reyes Magos que se celebra el 5 de enero en Alcoy (Alicante, España) se considera como la más antigua de España, seguida de la de Igualada en 1895 y la de San Vicente dels Horts en 1896. Está declarada fiesta de interés turístico nacional.

## Historia
El antecesor a la cabalgata propiamente dicha se remonta a mitad del siglo XIX con la imagen del Tío Píam, un personaje local que recorría las calles con los niños cantando villancicos y jugando en las calles a la espera de la llegada de los Reyes Magos.
La primera representación de la cabalgata está documentada en 1866, tal como se recoge en el Diario de Alcoy, cuyo itinerario se desconoce. Por circunstancias de la época, no fue hasta 1885 cuando se representa de forma continuada hasta nuestra fecha. En 1914 el acto de la cabalgata no pudo ser representada debido a una fuerte nevada.
La primera cabalgata fue asumida por la sociedad "El Panerot". Empezaba desde el Hospital civil de Oliver con la visita de enfermos, así como el reparto de regalos a los niños más necesitados, ya que la cabalgata era un acto benéfico. Después recorría muchas calles de la ciudad para finalizar en su sede, actualmente el edificio de la Unión Alcoyana. La sociedad se hizo cargo de la cabalgata hasta 1913. En 1914 pasó a manos del Casino de Oriente, cuya sede se encontraba en el mismo edificio donde estaba la sociedad "El Panerot". Durante la Segunda República Española se le cambió el nombre a Cabalgata de los Magos de Alcoy a petición del consistorio, eliminando "reyes" del acto. 
En 1924 se populariza el acto del Bando, un acto donde, con versos en valenciano, el embajador anuncia la llegada de los Reyes Magos la noche del 4 de enero, el cual, al igual que la cabalgata, ha tenido diferentes recorridos, llegándose incluso a celebrar por la mañana del día 5 de enero. Lo mismo ocurría con el acto de "Les Pastoretes", celebrado el domingo antes del día de reyes y que se ha representado ininterrumpidamente desde 1889. 
En 1933, Radio Alcoy retransmitió por primera vez en radio la Cabalgata de Reyes. Tras la guerra civil española, la cabalgata fue organizada por el Frente de Juventudes junto al Regimiento Vizcaya 21. El recorrido por aquel entonces recorría el Parque de Cervantes, Avenida País Valencià (anterior Avenida del Generalísimo), San Lorenzo, pasando por la Plaza de España para su adoración, bajando por la calle mayor, San Blas, Virgen de Agosto, San Francisco, San Mateo, El Partidor, San Nicolás y volviendo a la plaza de España, terminando detrás del actual Teatro Calderón. Entre 1967 y 1969 el acto fue organizado por el Ayuntamiento de Alcoy a través de una Comisión Municipal de Fiestas. En 1970 la Asociación de Amigos y Damas de los Reyes Magos se hizo cargo del acto cambiando el itinerario completamente.Se añadió grandes cambios en el desfile, como los dromedarios y la indumentario tanto de pajes como de los monarcas. Empezaba desde el Matadero municipal, recorriendo la Avenida de la Alameda en sentido inverso, Parque de Cervantes, Avenida País Valencià, San Lorenzo, Plaza de España finalizando en el puente de San Jorge. En 1984 vuelve a hacerse cargo el Ayuntamiento de Alcoy junto a la Asociación de San Jorge y se cambia el recorrido al que se conoce actualmente.

### Actualidad
La llegada de las fiestas navideñas se anuncia con el montaje del Tirisiti. Este es un montaje teatral con marionetas, el cual mezcla elementos del nacimiento de Jesús, la llegada de los Reyes Magos y la celebración de las fiestas de Moros y Cristianos de Alcoy, tan característicos de la ciudad de Alcoy.
El primero de los actos de la trilogía navideña son "Les Pastoretes". El domingo antes de la noche de Reyes, los pastores, con sus bailes tradicionales recorren las calles de la ciudad para adorar al Niño Jesús en el portal.
El embajador real anuncia con su pregón, el día 4 de enero, la llegada a la ciudad de Sus Majestades Melchor, Baltasar y Gaspar, venidos de Oriente.
Los niños acuden a escucharle y depositan sus cartas para los Reyes en unas burritas, cargadas con buzones y tiradas por los pajes reales. Esa noche, los Reyes Magos leerán todas las cartas de los niños para llevarles los juguetes al día siguiente.
En la mañana del 5 de enero, y desde 2017, es posible visitar el Campamento Real en el Preventorio, lugar donde la noche de antes es visible las antorchas que indican que Sus Majestades pasaron la noche allí. La organización de este Campamento Real corre a cargo de la Asociación Cultural Samarita. Al llegar la tarde, Sus Majestades, por fin, recorren las calles de Alcoy a lomos de dromedarios y acompañados por todo su séquito real: pajes, "pastoretes"... En la cabalgata participan más de mil alcoyanos y alcoyanas. Los pajes suben a las casas por las fachadas ayudados de largas escaleras. Llevan con ellos regalos que entregan a los niños de algunas de las viviendas de los pisos principales de las calles del recorrido, especialmente la de Sant Nicolau (San Nicolás), con sus espectaculares edificios modernistas.
Este espectáculo está acompañado por melodías musicales escritas para la cabalgata e interpretadas por las tres bandas de la localidad: Corporación Musical Primitiva, Sociedad Música Nova y Unión Musical y diferentes agrupaciones como La Xafigà de Muro. 
Cuando los Reyes Magos llegan a la plaza de España, en el centro de la ciudad, descienden de sus camellos y se encaminan hacia el Nacimiento. En el momento de la adoración, sus majestades entragan oro, incienso y mirra al niño Jesús. Todo esto acompañado con la interpretación del Aleluya de Händel. Tras finalizar el acto de la adoración, la cabalgata sigue su curso por las calles de la ciudad.
En esta ciudad, la cabalgata tiene la particularidad de que el rey negro va situado en el medio de los tres monarcas, es decir, el Rey Baltasar.
El 23 de diciembre de 2011, la declaración como Bien de Interés Cultural (BIC) para la Cabalgata de los Reyes Magos de Alcoy incluyó que el orden del desfile es el de "Melchor, Baltasar y Gaspar", en lo que supone una de las peculiaridades particulares de esta tradición festiva, cuyo reconocimiento oficial fue aprobado en dicha fecha por el pleno del Consejo de la Generalidad Valenciana.

## Horario
Se inicia a las 18:00 en la zona alta de la ciudad, coincidiendo luego en parte su recorrido con el de las entradas mora y cristiana. Alrededor de las 20:00, los Reyes Magos (Melchor, Gaspar, Baltasar) llegan a la plaza de España y hacen la adoración en el nacimiento viviente, lanzándose castillo de fuegos artificiales. Una vez finalizado este precioso acto la cabalgata continúa por el resto de calles del centro finalizando alrededor de las 22:00 en la Iglesia de San Roque, donde los Reyes Magos entran en la Iglesia en señal de devoción y acción de gracias ante el Niño Jesús. A partir del 2020 la cabalgata sufre un cambio en el recorrido, empezando desde la Avenida de Elche y finalizando en el Puente de María Cristina terminando casi dos horas antes.

## Formación
Las personas que participan en la cabalgata son:
- Motoristas de la Policía Local
- Heraldos de la ciudad, timbaleros y trompeteros
- Grupo 'poble'. Baile
- Portaantorchas y Embajador
- Grupo de danzas
- Grupo "soc" (pastores, carros, músicos)
- Carroza
- Primer Rey: Melchor y séquito
- Segundo Rey: Baltasar (que en Alcoy por razones de folklore está situado en la posición intermedia) y séquito
- Tercer Rey: Gaspar y séquito
- Pajes negros con paquetes y escaleras
- Camiones con paquetes